# Mallococcus sinensis
Mallococcus sinensis är en insektsart som först beskrevs av William Miles Maskell 1897.  Mallococcus sinensis ingår i släktet Mallococcus och familjen skålsköldlöss. Inga underarter finns listade i Catalogue of Life.